# Uwe-Detlev Jessen
Uwe-Detlev Jessen, auch Uwe Detlef Jessen (* 2. Oktober 1931 in Wismar; † 19. Januar 2019 in Berlin), war ein deutscher Schauspieler, Regisseur und Schauspiellehrer.

## Leben
Uwe-Detlev Jessen, Sohn der Schauspielerin Elli Jessen-Somann, stand bereits als Kind im Alter von sechs Jahren in einem Dialektstück in Güstrow erstmals auf der Theaterbühne. Er absolvierte nach dem Abitur von 1951 bis 1954 eine Schauspielausbildung an der Staatlichen Schauspielschule in Berlin-Schöneweide.
Von 1954 bis 1959 war er als Schauspieler am Theater Senftenberg, ab 1959 am Berliner Maxim-Gorki-Theater engagiert. Als Oberspielleiter kehrte er von 1963 bis 1965 an das mittlerweile in Theater der Bergarbeiter umbenannte Theater Senftenberg zurück. In der Spielzeit 1965/66 arbeitete er als Schauspieler und Spielleiter an der Volksbühne Berlin; von 1966 bis 1980 gehörte er als Schauspieler und Regisseur zum Ensemble des Deutschen Theaters Berlin. Von 1980 bis 1989 war er am Volkstheater Rostock als Schauspieldirektor, Regisseur und Schauspieler tätig.
Nach der Wende hatte er Gastengagements unter anderem am Schlosstheater Celle und seit 1993 regelmäßig am Ohnsorg-Theater in Hamburg. In den 1990er Jahren trat er dort in komödiantischen Rollen unter anderem in den Lustspielen und Komödien Die Lokalbahn, Der Bürgermeisterstuhl, Der Oleanderpapagei und Der goldene Anker auf. Einige dieser Inszenierungen, in denen er häufig auch an der Seite von Heidi Kabel spielte, waren auch im Fernsehen, unter anderem beim Norddeutschen Rundfunk zu sehen.
Ab den 1960er Jahren wirkte Jessen in zahlreichen Film- und Fernsehproduktionen bei der DEFA und dem Deutschen Fernsehfunk mit. 1960 hatte er in dem Fernsehspiel Der erlauchte Gast neben seiner Mutter eine frühe Fernsehrolle. Häufig wurde er dabei als Charakterkomiker eingesetzt. Jessen, der mehrere Dialekte beherrschte, spielte ein breites Rollenspektrum, das „vom nüchternen Funktionär bis zu skurril-hintergründigen Gestalten“ reichte.
In dem Märchenfilm Die goldene Gans (1964) spielte er den komisch-rechthaberischen Bruder Kunz. 1961 spielte er die Rolle des Franz in dem Stacheltier-Film Das große und das kleine ABC; ein weiterer Stacheltier-Film folgte 1962. In der Literaturverfilmung Der geteilte Himmel (1964) verkörperte er den dogmatischen und sturen Studenten Mangold, der mit der weiblichen Titelfigur Rita Seidel gemeinsam eine Klasse besucht.
Ab 1972 arbeitete Jessen für das Fernsehen der DDR auch als Regisseur; er inszenierte dort ungefähr zwanzig Fernsehfilme und Fernsehspiele, oft auch Produktionen, insbesondere Märchenverfilmungen, für das Kinderfernsehen der DDR. Außerdem spielte er in mehreren Episoden der Krimiserie Polizeiruf 110 mit.
Jessen war auch intensiv als Schauspiellehrer und Theaterpädagoge tätig. Er hatte zwischen 1962 und 1991 mehrfach Lehraufträge an der Staatlichen Schauspielschule Berlin-Schöneweide; außerdem arbeitete er als Dozent an der Theaterhochschule Rostock. Uwe-Detlev Jessen starb im Januar 2019 im Alter von 87 Jahren nach langer Krankheit in Berlin. Er hinterließ drei Kinder.

## Filmografie (Auswahl)

### Filmografie als Schauspieler
- 1960: Der erlauchte Gast
- 1960: Flucht aus der Hölle (Fernsehmehrteiler)
- 1961: Das Stacheltier – Das große und das kleine ABC
- 1962: Das Stacheltier – Das große Geheimnis
- 1962: Die aus der 12b
- 1964: Die goldene Gans
- 1964: Der geteilte Himmel
- 1965: Berlin um die Ecke
- 1967: Die gefrorenen Blitze
- 1968: Wege übers Land (Fernsehserie)
- 1968: Der Staatsanwalt hat das Wort: Strafsache Anker (TV-Reihe)
- 1969: Zeit zu leben
- 1970: Der Staatsanwalt hat das Wort: Außenseiter (TV-Reihe)
- 1972: Polizeiruf 110: Blutgruppe AB (TV-Reihe)
- 1973: Der Staatsanwalt hat das Wort: … und wenn ich nein sage? (TV-Reihe)
- 1974: Die Frauen der Wardins (Fernseh-Dreiteiler)
- 1976: Leben und Tod Richard III. (Theateraufzeichnung)
- 1977: Dantons Tod (Theateraufzeichnung)
- 1979: Polizeiruf 110: Am Abgrund (TV-Reihe)
- 1980: Solo für Martina (Fernsehfilm)
- 1981: Kippenberg (Fernsehfilm)
- 1984: Martin Luther & Thomas Münzer oder Die Einführung der Buchhaltung[2]
- 1988: Bereitschaft Dr. Federau
- 1989: Polizeiruf 110: Der Fund (TV-Reihe)
- 1990: Alter schützt vor Liebe nicht (Fernsehfilm)
- 1994: Die Lokalbahn (Theateraufzeichnung)
- 1995: Brandstiftung (Theateraufzeichnung)
- 1995: Der Oleanderpapagei (Theateraufzeichnung)
- 1997: Der verflixte Strumpf (Theateraufzeichnung)
- 1997: Frau Sperlings Raritätenladen (Theateraufzeichnung)
- 2000: Der letzte Wille
- 2001: Der goldene Anker

### Filmografie als Regisseur
- 1972: Bach in Arnstadt
- 1977: Der Wolf und die sieben Geißlein
- 1978: Schwarz auf weiß
- 1979: Die Bremer Stadtmusikanten
- 1981: Das tapfere Schneiderlein (Fernsehfilm)
- 1985: Der Sohn des Schützen

## Theater (Auswahl)

### Regie
- 1974: Nikolai Haitow: Wege (Deutsches Theater Berlin – Kammerspiele)

### Schauspieler
- 1956: Aurel Baranga: Das tolle Lamm (Parteisekretär) – Regie: Horst Schönemann (Stadttheater Senftenberg)
- 1957: Maxim Gorki: Nachtasyl – Regie: Horst Schönemann (Stadttheater Senftenberg)
- 1959: Maxim Gorki: Feinde (Rjabzow) – Regie: Hans Dieter Mäde (Maxim-Gorki-Theater Berlin)
- 1961: Rainer Kerndl: Schatten eines Mädchens (Ulrich) – Regie: Horst Schönemann (Maxim-Gorki-Theater Berlin)
- 1961: Ewan MacColl: Unternehmen Ölzweig (Soldat) – Regie: Horst Schönemann (Maxim-Gorki-Theater Berlin)
- 1961: Ewan MacColl: Rummelplatz – Regie: Hans Dieter Mäde (Maxim-Gorki-Theater Berlin)
- 1962: Pavel Kohout (nach Jules Verne): Die Reise um die Erde in 80 Tagen (Passepartout) – Regie: Horst Schönemann (Maxim-Gorki-Theater Berlin)
- 1965: Peter Hacks: Moritz Tassow (Kurt Blasche) – Regie: Benno Besson (Volksbühne Berlin)
- 1967: Friedhold Bauer: Baran oder die Leute im Dorf (Soldat) – Regie: Friedo Solter (Deutsches Theater Berlin – Kammerspiele)
- 1967: Nikolai Gogol: Heirat (Shewakin) – Regie: Hans-Diether Meves (Deutsches Theater Berlin – Kammerspiele)
- 1968: Ariano Suassuna: Das Testament eines Hundes (Bischof) – Regie: Friedo Solter (Deutsches Theater Berlin)
- 1969: Hans Lucke: Mäßigung ist aller Laster Anfang (Lothar) – Regie: Uta Birnbaum/Friedo Solter (Deutsches Theater Berlin – Kammerspiele)
- 1969: Günther Rücker: Der Nachbar des Herrn Pansa (Gaspar) – Regie: Friedo Solter (Deutsches Theater Berlin)
- 1973: Volker Braun: Die Kipper (Gäbler) – Regie: Klaus Erforth/Alexander Stillmark (Deutsches Theater Berlin)
- 1975: Georges Courteline: Der gemütliche Kommissar (Kommissar) – Regie: Michael Hamburger (Deutsches Theater Berlin – Kleine Komödie)
- 1975: Georges Courteline: Der Stammgast (Staatsanwalt) – Regie: Michael Hamburger (Deutsches Theater Berlin – Kleine Komödie)
- 1976: Arnold Wesker: Tag für Tag – Regie: Horst Schönemann (Deutsches Theater Berlin – Kammerspiele)
- 1978: Alexander Wampilow: Letzten Sommer in Tschulimsk (Metschotkin) – Regie: Horst Schönemann (Deutsches Theater Berlin – Kammerspiele)
- 1980: Gabriele Bigott (nach Dieter Noll): Kippenberg (Dr. Kortner) – Regie: Peter Schroth/Peter Kleinert (Theater im Palast)

## Hörspiele
- 1962: Gerhard Stübe: Das Südpoldenkmal (Hasselt) – Regie: Fritz Göhler (Hörspiel – Rundfunk der DDR)
- 1969: Claude Prin: Potemkin 68 (Mitglied des Streikkomitees) – Regie: Edgar Kaufmann (Hörspiel – Rundfunk der DDR)
- 1969: Peter Hacks nach Aristophanes: Der Frieden (Chor) – Regie: Wolf-Dieter Panse (Hörspiel – Rundfunk der DDR)
- 1970: Tschingis Aitmatow: Die Straße des Sämanns (Kassym) – Regie: Werner Grunow (Hörspiel – Rundfunk der DDR)
- 1970: Bodo Schulenburg: Der Nachtigallenstern (Arbeiter) – Regie: Christa Kowalski (Kinderhörspiel – Rundfunk der DDR)
- 1970: Sophokles: Die Antigone des Sophokles (Chor der Alten) – Regie: Martin Flörchinger (Hörspiel – Rundfunk der DDR)
- 1974: Hans-Ulrich Lüdemann: Blümlein ist gegangen (Enderle) – Regie: Fritz Göhler (Hörspiel – Rundfunk der DDR)
- 1975: Joachim Witte: Die Schlange (Ohme) – Regie: Joachim Witte (Hörspielreihe: Neumann, zweimal klingeln – Rundfunk der DDR)
- 1980: Volksbuch: Fortunatus’ Glückssäckel oder die Kunst, reich zu sein (Pferdehändler) – Regie: Andreas Scheinert (Hörspiel – Litera)